# Vincas Kudirka
Vincas Kudirka (pol. Wincenty Kudyrko; ur. 19 grudnia?/31 grudnia 1858 w Paežeriai, zm. 25 października?/6 listopada 1899 w Naumiestis) – litewski lekarz, dziennikarz, poeta, muzyk i kompozytor tworzący w XIX wieku pod zaborem rosyjskim. Skomponował muzykę i napisał tekst do litewskiego hymnu narodowego Tautiška giesmė. Założyciel litewskojęzycznej gazety „Varpas”.

## Życiorys
Urodził się 31 grudnia 1858 w Paežeriai. Od 1871 uczył się w gimnazjum w Mariampolu. W 1877 wstąpił do seminarium duchownego w Sejnach, z którego w 1879 został wydalony z powodu braku powołania. Po utracie wsparcia materialnego rodziców na własny koszt ukończył w 1881 gimnazjum w Mariampolu ze srebrnym medalem. Następnie wstąpił na Wydział Historyczno-Filologiczny Uniwersytetu Warszawskiego, a rok później przeniósł się na Wydział Lekarski. W 1885 został uwięziony i wydalony z uniwersytetu za kontakty z I Proletariatem. 
Na prośbę cara Rosji Aleksandra III w 1887 został ponowie przyjęty na studia, które ukończył w 1889. Po lekturze jeszcze podczas studiów miesięcznika Aušra zaangażował się w ruch odrodzenia narodowego. W 1888 Kudirka dołączył do tajnego stowarzyszenia studenckiego. 
W latach 1890–1894 pracował w Szakiach jako lekarz. Po pogorszeniu się jego stanu zdrowia, w latach 1894–1897 leczył się na Krymie i na wybrzeżu Morza Adriatyckiego. Podczas wizyty w Plokščiai w 1895 został aresztowany przez żandarmów carskich za szerzenie litewskości i osadzony na pewien czas w więzieniu w Kalwarii. Po amnestii w 1896 osiedlił się wraz z ojcem w Paežeriai. Po powrocie z uzdrowiska Opatija od 1897 mieszkał w Naumiestis.
W styczniu 1889 wydał pierwszy numer pisma „Varpas” (które z przerwami redagował do 1899). W 1890 zorganizował wydanie numeru gazety „Ūkininkas”. W swoich artykułach promował rozwój samoświadomości narodowej i obywatelskiej. Tłumaczył na język litewski utwory XIX-wiecznych poetów romantyzmu – Byrona, Schillera, Mickiewicza i Słowackiego.   
Zmarł 6 listopada 1899 w Naumiestis.

## Twórczość
- 1885:  przekład na język litewski Kodėl žydai nevalgo kiaulienos (Dlaczego Żydzi nie jedzą wieprzowiny)[1]
- 1888–1897: poemat Labora![1]
- 1888–1897: różne wiersze, m.in. Gražu, gražiau, gražiausia i Ne tas yra didis[1]
- 1895: Satyrose Viršininkai[1]
- 1896: Lietuvos tilto atsiminimai[1]
- 1898: hymn narodowy Litwy Tautiška giesmė[2][1]
- 1898: Cenzūros klausimas[1]
- 1898: Vilkai[1]

## Upamiętnienie
W 1934 miasto Naumiestis zostało nazwane na cześć Kudirki – Kudirkos Naumiestis. Pomniki upamiętniające poetę powstały w Szakiach, Kudirkos Naumiestis, Paežeriai i w Wilnie. W Kudirkos Naumiestis zostało wybudowane muzeum upamiętniające twórcę.
W 1991 ustanowiono nagrodę im. Kudirki przyznawaną za pracę dziennikarską promującą wartości humanistyczne i rozwój społeczeństwa obywatelskiego i patriotycznego.